# 木村綾子 (ピアニスト)
木村 綾子（きむら あやこ、1973年7月24日 - 2020年5月20日）は、日本のクラシック音楽のピアニスト。大阪音楽大学教授。

## 略歴
福岡県出身。福岡第一高等学校音楽科卒業後、すぐドイツへ渡り、デトモルト国立音楽大学ドルトムンド校・演奏家コース及びマイスターコースを修了した。ドイツ国家演奏家資格取得。2002年～2007年には東京藝術大学非常勤講師として務める。大阪音楽大学教授を務める傍ら、ヨーロッパと日本を往復しながら各コンクールの審査員及び国内外での演奏活動をおこなっていた。

## 主要受賞歴
- 1990年 - 園田高弘賞ピアノコンクール準園田高弘賞
- 1996年
  - カルロ・ソリバ国際コンクール優勝
  - A.M.A.カラブリア国際コンクールピアノ部門第2位
  - モンフェラート国際コンクール優勝
  - ヤマハヨーロッパ音楽振興財団主催による奨学生コンクール優勝
- 1997年
  - マドリード・ヌエバ・アクロポリス国際ピアノコンクール優勝
  - ドボルジャーク国際コンクール優勝
  - チッタ・ディ・カヴァレリア国際コンクール第2位
- 1998年
  - Mary D'Angelo Young Artists Competition第2位
  - イタリア・モルコーネ市主催ラフマニノフ国際コンクール第3位
- 1999年
  - マリア・カナルス・バルセロナ国際音楽演奏コンクールピアノ部門第2位、及びロレックス賞、最優秀演奏者賞[3]
  - ヴィオッティ国際音楽コンクールピアノ部門優勝
- 2000年 - ブゾーニ国際ピアノコンクール第3位及び、最優秀演奏者賞
- 2001年
  - スコットランド国際ピアノコンクール第3位
  - ロン・ティボー国際音楽コンクールピアノ部門第5位
- 2003年 - 青山音楽賞
- 2009年 - ザルツブルク国際夏期講習会最優秀演奏者賞
- 2013年 - 第7回横浜国際音楽コンクール一般部門第1位、及び全部門グランプリ